# Gerard Escoda
Gerard Escoda Nogués (Reus, Tarragona, España, 26 de mayo de 1972-27 de enero del 2023) fue un futbolista español que se desempeñaba como delantero.

## Biografía
Gerard Escoda, inició su trayectoria deportiva en el Reus Deportiu y coincidiendo con el servicio militar estuvo  filial del Real Zaragoza para regresar a  Reus Deportiu, Nàstic de Tarragona, Villarreal C. F., U. D. Salamanca, aunque la mayor parte de su carrera discurrió en el U. E. Lleida, donde militó en dos etapas y donde se retiró en 2006. 
Llegó a disputar dos temporadas en Primera División, ambas bajo la disciplina del Villarreal, club donde anotó el gol 100 del conjunto castellonense en la máxima categoría del fútbol español.
Tras su retiro ejerció como director deportivo de Reus Deportiu desde 2010 hasta 2013 consiguiendo el ascenso a 2a B y consolidando a dicha entidad en 2a B. Desde 2014 hasta 2019 estuvo adscrito a la Dirección Deportiva de UE Llagostera con 2 grandes temporadas en 2a A. Posteriormente en la Unió Esportiva Lleida entre 2020 y 2022. En julio de 2022 se incorporó a la dirección deportiva del Centre d'Esports Sabadell hasta su fallecimiento a los 50 años, el 27 de enero de 2023 a consecuencia de un cáncer.

### Clubes
| Club                        | País   | Año       |
| --------------------------- | ------ | --------- |
| Real Zaragoza "B"           | España | 1992-1993 |
| C. F. Reus Deportiu         | España | 1993-1994 |
| Club Gimnàstic de Tarragona | España | 1994-1996 |
| U. E. Lleida                | España | 1996-2000 |
| Villarreal C. F.            | España | 2000-2002 |
| U. D. Salamanca             | España | 2002-2004 |
| U. E. Lleida                | España | 2004-2006 |